# Lista över Tadzjikistans premiärministrar
Tadzjikistans premiärminister är landets regeringschef. Posten utses tillfälligt av presidenten. Den tillförordnade premiärministern blir fullvärdig när han erkänns av parlamentet. Sedan bildar premiärministern regering.

## Lista över Tadzjikistans premiärministrar
| Izatullo Chajojev        | 25 juni 1991 - 9 januari 1992                                              |
| Akbar Mirzojev           | 9 januari - 21 september 1992                                              |
| Abdumalik Abdulladzjanov | 21 september 1992 - 18 december 1993 (tillförordnad till 20 november 1992) |
| Abdudzjalil Samadov      | 18 december 1993 - 2 december 1994 (tillförordnad till 27 december 1993)   |
| Jamsjed Karimov          | 2 december 1994 - 8 februari 1996                                          |
| Jahjo Azimov             | 8 februari 1996 - 20 december 1999                                         |
| Oqil Oqilov              | 20 december 1999 - 23 november 2013                                        |
| Kokhir Rasulzoda         | 23 november 2013 –                                                         |